# Lemiesz

Korpus płużny pługa konnego: 6-lemiesz, 7-odkładnica

Lemiesz ze spiczastym dziobem

Lemiesz – robocza dolna część korpusu pługa odcinająca poziomo skibę od gleby (calizny) i przekazująca ją na odkładnicę.
Lemiesz składa się z trzech części: ostrza, grzbietu i dzioba. W lemieszach dzielonych dziób może być elementem wymiennym. Do wzmocnienia dzioba może dodatkowo służyć ścianka polowa lub dłuto.
Lemiesz może być kuty lub odlewany ze stali odpornej na ścieranie. Zwykle wykonuje się go ze stali węglowo-manganowej lub z tzw. stali pancernej zbudowanej z trzech warstw - zewnętrzne są utwardzone, zaś środkowa miękka, dzięki czemu stal jest równocześnie odporna na ścieranie i deformacje. W celu zmniejszenia ścierania ostrze lemiesza utwardza się na szerokości 3–4 cm na głębokość przynajmniej 3 mm lub pokrywa twardym metalem (np. chromem).
Wyróżnia się kilka typów lemieszy:
- trapezowy (europejski)
- dziobowy (amerykański)
- ze ścianką polową
- z dłutem[2]

Lemiesz jest najszybciej zużywającą się częścią roboczą pługa (zwłaszcza jego dziób). Przy uderzeniu w przeszkodę (kamień), jeśli pług nie jest wyposażony w stosowne zabezpieczenie, ścinają się śruby, na których jest mocowany (najczęściej trzy), przy lżejszym uderzeniu dziób lemiesza ulega wygięciu. Regeneracja lemiesza polega na tzw. pociąganiu, czyli przywracaniu mu na gorąco właściwego kształtu z użyciem zapasu materiału, który znajduje się na spodzie lemiesza w pobliżu dziobu jako zgrubienie.
W nowszych konstrukcjach pługów stosowane są dłuta przykręcane do dzioba lemiesza, które wydłużają jego żywotność, a poprzez pogłębienie orki na wąskim pasie dna bruzdy zapobiegają tworzeniu się podeszwy płużnej, tj. ubitej i nieprzepuszczalnej dla wody warstwy gleby w podskibiu. 